# Sutorectus tentaculatus
El tiburón alfombra zapatero (Sutorectus tentaculatus) es una especie de elasmobranquio orectolobiforme de la familia Orectolobidae.